# ویلیام ریورز پیت
ویلیام ریورز پیت (انگلیسی: William Rivers Pitt) زادهٔ ۹ نوامبر۱۹۷۱م. و مرگ به تاریخ ۲۶ سپتامبر۲۰۲۲م، یک ماه پیش از رسیدن به سن ۵۱ سالگی در اثر حمله قلبی، یک خبرنگار و نویسنده کمونیست و ضد جنگ آمریکایی بود.

## پیشینه
ویلیام ریورز پیت، در واشینگتن دی سی متولد شد. پدرش، چارلز ردینگ پیت، رئیس حزب دموکرات ایالت آلاباما بود. او در رشته ادبیات انگلیسی در کالج هولی کراس، یک کالج کاتولیک در ماساچوست، تحصیل کرد. او قبل از پیوستن به کارکنان سازمان خبری غیرانتفاعی Truthout به تدریس ادبیات انگلیسی، روزنامه‌نگاری، دستور زبان و تاریخ در یک مدرسه خصوصی کوچک مشغول بود. کتاب وی با عنوان: «جنگ در عراق: آنچه تیم بوش نمی‌خواهد شما بدانید» که در سال ۲۰۰۲م، منتشر شد و شامل مصاحبه‌ای گسترده با اسکات ریتر، بازرس سابق تسلیحات سازمان ملل متحد بود به شهرت وی منجر شد.